# Go (песня Pearl Jam)
«Go» (с англ. — «Иди») — песня американской гранж-группы Pearl Jam, написанная вокалистом Эдди Веддером и барабанщиком группы Дэйвом Абрузизесом выпущенная в рамках второго студийного альбома коллектива «Vs.» 19 октября 1993 года. Также композиция была издана как сингл спустя 6 дней после выпуска самого альбома, 25 октября 1993 года. Песня достигла номера три в чарте Billboard Album Rock Tracks и номера два в Новой Зеландии (их песня с самым высоким местом в чарте там, наряду с «Spin the Black Circle»), и она получила номинацию Грэмми за лучшее хард-рок выступление на Грэмми 1995 года. Эта песня была включена в альбом величайших хитов Pearl Jam 2004 года — Rearviewmirror (Greatest Hits 1991–2003).

## Чарты
| Чарты (1993—1994 гг.)               | Позиция в чарте |
| ----------------------------------- | --------------- |
| Австралия (ARIA)                    | 22              |
| Бельгия/Фландрия (Ultratop 50)      | 35              |
| Europe (Eurochart Hot 100)          | 26              |
| Германия (GfK)                      | 96              |
| Нидерланды (Dutch Top 40)           | 23              |
| Нидерланды (Single Top 100)         | 21              |
| Новая Зеландия (Recorded Music NZ)  | 2               |
| Норвегия (VG-lista)                 | 5               |
| UK Singles (OCC)                    | 190             |
| США (Billboard Alternative Airplay) | 8               |
| США (Billboard Mainstream Rock)     | 3               |